# Cedynia
Cedynia (in tedesco Zehden) è un comune urbano-rurale polacco del distretto di Gryfino, nel voivodato della Pomerania Occidentale.
Ricopre una superficie di 180,38 km² e nel 2005 contava 4 338 abitanti.